# غونتر ميدير
غونتر ميدير (بالألمانية: Günther Mader)‏ هو متزحلق جبال الألب نمساوي، ولد في 24 يونيو 1964 في Matrei am Brenner ‏ في النمسا.

## وصلات خارجية
- الموقع الرسمي
- غونتر ميدير على موقع الاتحاد الدولي للتزلج (التزلج على المنحدرات الثلجية) (الإنجليزية)
- غونتر ميدير على موقع أوليمبيديا (الإنجليزية)